# Гидроидные
Гидро́идные (лат. Hydrozoa) — клаcс водных беспозвоночных типа стрекающих (Cnidaria), чей жизненный цикл включает медузу с характерным признаком — велумом, и полип, который в отличие от других стрекающих никогда не имеет внутренних перегородок (септ) и выраженной глотки. Разделяются на 6 отрядов: гидроиды (Hydrida), лептолиды (Leptolida), лимномедузы (Limnomedusae), трахимедузы (Trachymedusae), наркомедузы (Narcomedusae), сифонофоры (Siphonophorae). Известно более 2800 видов.

## Общая характеристика
Жизненный цикл может не иметь стадии полипа или медузы, но обязательно включает личинку-планулу. Образ жизни может быть одиночным (гидра) или колониальным (обелия), в большинстве видов в полиповых стадиях формируются колонии; встречаются колонии, в которых интегрированы одновременно и полипы, и медузы (отряд Сифонофоры).

## Эволюция
Ископаемые остатки гидроидных известны с ордовика, однако они (что неудивительно, учитывая малое количество твердых скелетных структур) сравнительно малочисленны и фрагментарны. Последние исследования строения медузарной нодули (специальная структура на полипе, образующаяся у молодых медуз путём специфического почкования) дали результаты, свидетельствующие о наличии у гидроидных трёх зародышевых листков (то есть гидроидные являются трехслойными). Подзонтичная полость гидромедузы и слой полосатой мышцы, который её устилает, образуются из морфологической структуры, очень напоминающей шизоцель: в этом случае между эктодермой и энтодермой формируется третий слой (аналог мезодермы), который превращается в полость. Таким образом, подзонтичная полость является, фактически, целомом, который впоследствии, после формирования веларного отверстия, становится открытым наружу.
Также сейчас имеются молекулярно-биологические данные, которые показывают, что гены, которые кодируют формирование структур мезодермы у двусторонне-симметричных животных (Bilateria), присутствуют также и у гидроидов. Таким образом, стадия полипа у гидроидов имеет два зародышевых листка (то есть является двухслойной), а стадия медузы — три зародышевых листка (то есть является трехслойной). Если эти данные будут подтверждены доказательствами ещё и из других источников, это будет означать, что переход от двухслойных к трехслойным организмам происходит при каждом отпочковании медузы от полипа, и, таким образом, будет решен один из крупнейших вопросов эволюции животных — каким образом произошел переход от Diploblasta (животных с двумя зародышевыми листками) к Tryploblasta (животных с тремя зародышевыми листьями).

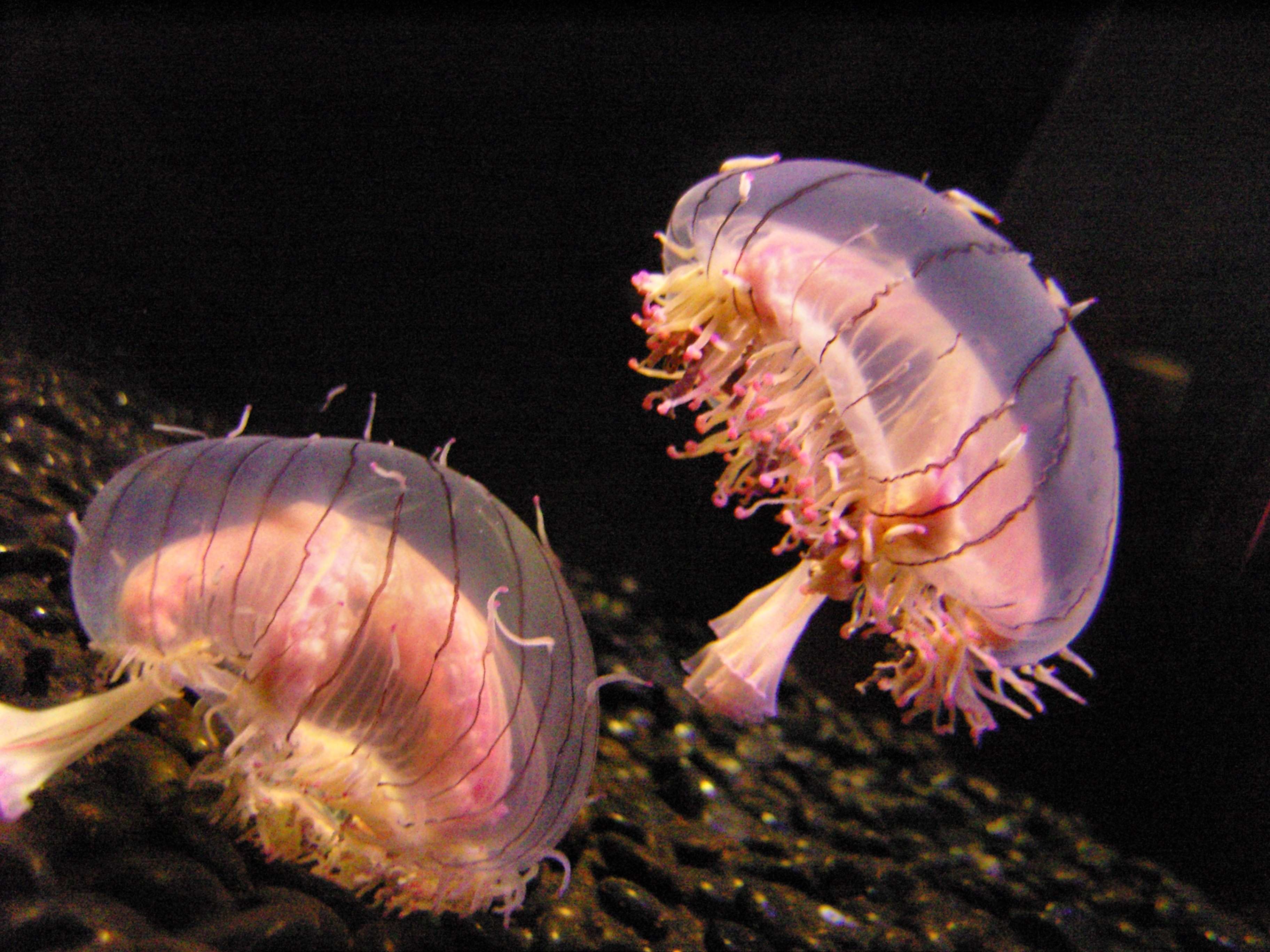
Limnomedusae

## Систематика
Гидроидные известны систематике с самого начала существования зоологии как таковой; большое количество видов описаны Карлом Линнеем ещё в XVIII веке.
Систематика гидроидных достаточно сложная, что вызвано нехваткой палеонтологических сведений, на основе которых можно выявить родственные связи внутри таксона. Сейчас существует несколько общих вариантов классификации; в данной статье классификация построена по принципам, в общем изложенным на сайте The Hydrozoa Directory, и в большой степени базируется на результатах молекулярно-биологических исследований последних лет. Согласно результатам упомянутых исследований, класс Гидроидные наглядно распределяется на две группы рядов, получивших статус подклассов: Trachylinae и Leptolinae (последний в других источниках называется также Hydroidolina и Hydroidomedusae).
В данную классификационную систему не включен внутриклеточный паразит Полиподий (Polypodium hydriforme), учитывая его высокую специализацию и неясные родственные связи и происхождение; согласно некоторым сведениям (Siddall et al, 1995) также его позиционирование среди книдарий не является бесспорным.
Гидроидные являются таксоном-космополитом, то есть таким, который распространен во всем мире. Они встречаются как в пресной, так и в соленой воде.

## Образ жизни
Медузовые стадии жизненного цикла гидроидных, а также полиповые стадии сифонофор являются в большинстве планктонными организмами. Они встречаются сезонно, часто в больших скоплениях, которые переносятся течениями. Некоторые медузы и сифонофоры, впрочем, являются бентосными. Полиповые стадии обычно относятся к бентосу, и ведут оседлый образ жизни, но и здесь есть исключения: известно несколько планктонных гидроидных полипов. В частности, именно планктонным свободноплавающим полипом является так называемая медуза-парусник (Velella velella). Широко известный т. н. португальский кораблик также является свободноплавающей колонией, сформированной из специализированных гидроидных. 
Гидроидные встречаются во всех типах водных экосистем, от наземных пещер до глубоководных океанских желобов, от озёр и прудов до краев антарктических шельфовых ледников, а также в пустотах между песчинками в линии прибоя. Полиповые стадии многих видов часто прикрепляются к специфическому виду субстрата, конечно, других организмов: рыб, оболочников, полихет, мшанок, моллюсков, ракообразных, губок, кишечнополостных, водорослей, иглокожих и т. д.; они вступают с хозяином в отношения, которые могут характеризоваться как комменсализм, мутуализм или паразитизм.
Большинство гидроидных являются хищниками, использующими особенности своего образа жизни для ловли добычи. Планктонные стадии, транспортируемые по течению, часто способны также и к активному движению в поисках пищи. Расположение прикрепленных форм определяется тем, где осядет планула. Колонии полипов обычно возникают в местах, где обеспечен постоянный поток воды, что увеличивает поступление потенциальной пищи.

## Поведение
Медузы ведут строго индивидуальный образ жизни и могут быть согнаны ветром и течением в большие скопления, но до сих пор в них не регистрировалось никаких форм социального поведения. Колонии же гидроидных полипов, особенно полиморфные, по уровню специализации отдельных полипов и согласованности их действий могут быть сравнены с единым организмом. Полипы в колонии обычно являются потомками единой планулы, и, таким образом, являются клонами с идентичным генотипом. Тем не менее, у некоторых видов колонии могут смешивать свои ткани или потомков нескольких планул — формировать единую колонию. В этих случаях различные особи полипов находятся в такой тесной взаимосвязи, что формируют (на функциональном, но не на генетическом уровне) единый организм, который является, вероятно, одной из самых тесных форм социальной организации.

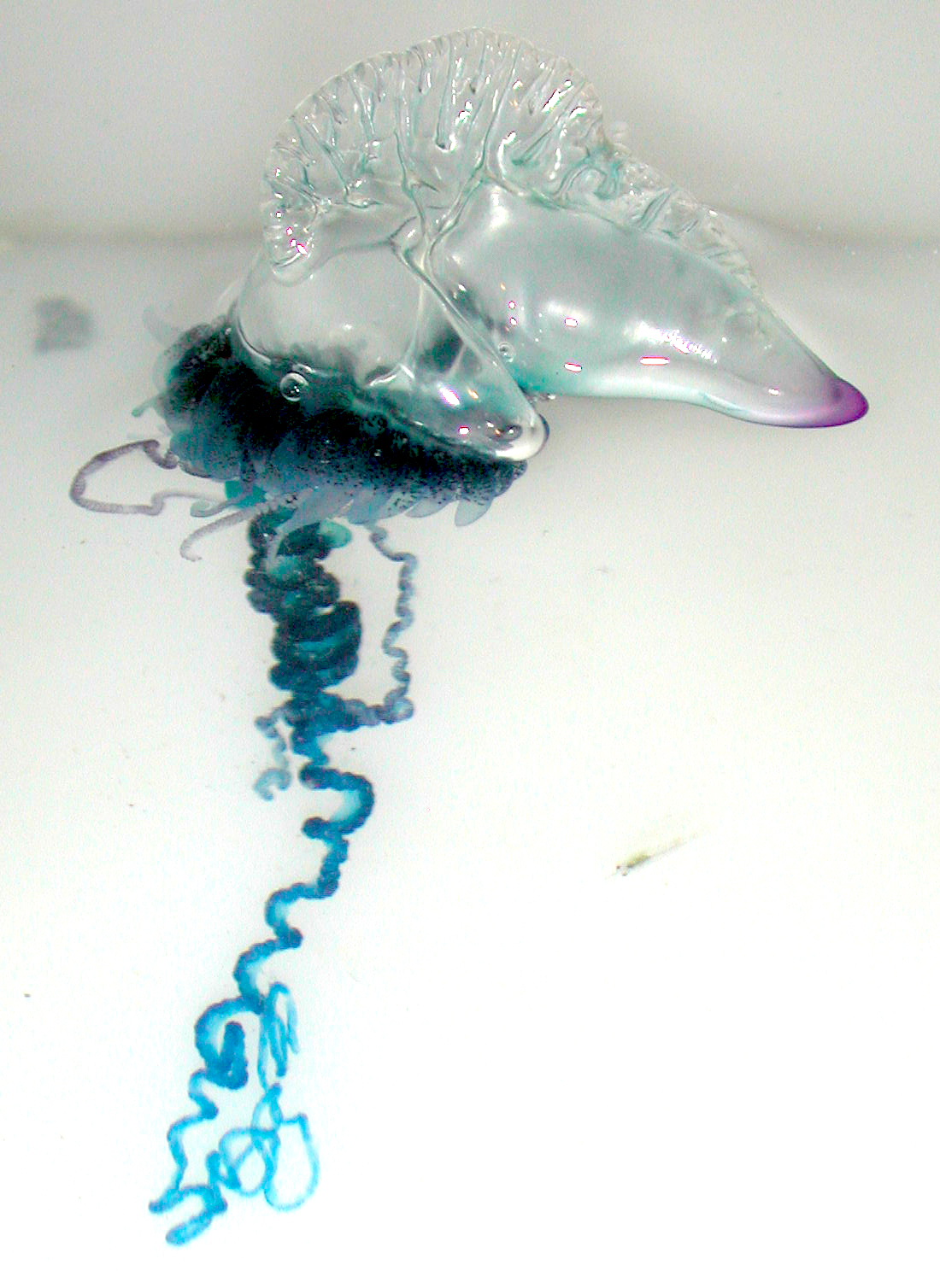
Siphonophorae

Большинство гидроидных являются раздельнополыми. Оплодотворение обычно внутреннее, без копуляции. Мужские особи выбрасывают в воду сперму, активно плавая мимо яйца, прикрепленного к материнскому организму (медузы или полипа) или выброшенного в воду женской особью. Гидроидные — первые организмы, у которых было продемонстрировано наличие сперматозоидных аттракторов (веществ, которые привлекают сперматозоиды при их свободном движении), обеспечивающих видоспецифическую аттракцию сперматозоидов к яйцам.
Члены одной колонии полипов (зооиды) прибегают к координированному поведению, что требует некоторой коммуникации между ними. У таких видов как, например, Thecocodium brieni, дактилозооиды ловят добычу щупальцами, в то время как гастрозооиды после захвата добычи вытягиваются до дактилозооидов, вынимают добычу из их щупалец и глотают её. Такое разделение труда, включающее в себя развитую координацию, для полиморфных колоний является довольно обычным.
Очевидно, что планктонные организмы не могут проявлять ярко территориального поведения; но, как показал ряд исследований, свободноплавающие стадии в жизненном цикле гидроидных активно избегают слишком плотного скопления особей своего вида при питании. Территориальное поведение является ярко выраженным среди бентосных организмов, где конкуренция за пригодные места расположения является обычно высокой. Таким образом, высокая концентрация жалящих дактилозооидов на периферии колонии (у колониальных видов) является защитным приспособлением, направленным на ограничение роста окружающих животных. В этих же колониях гастрозооиды способны к поеданию оседающих планул других видов, которые при развитии могут составить конкуренцию.
И медузы, и полипы в голодном состоянии беспрерывно движутся в поиске пищи, а когда пищеварительная полость заполняется, щупальца сокращаются и подтягиваются к телу, что обеспечивает некоторую степень контроля за рациональным расходованием жалящих клеток (книдоцитов). Пищевое поведение медуз многих видов предопределяет их периодические вертикальные миграции.

## Питание
Основным пищевым ресурсом гидроидных является планктон — в частности, мелкие ракообразные. В лабораторных условиях основой питания гидроидов служит артемия. Медузы гидроидов являются, в большинстве своём, строгими хищниками, и, в случае питания икрой и личинками рыб могут рассматриваться как вершина пирамиды.
Рацион полипов более разнообразен, некоторые виды имеют симбиотических одноклеточных водорослей, и питаются исключительно за счёт питательных веществ, которые те поставляют при фотосинтезе. Таким образом, эти виды могут считаться функционально фотосинтетическими животными.
Формы вылова добычи медузами варьируют от пассивного дрейфования в толще воды с неподвижными щупальцами, на которые может наталкиваться съедобный планктон, к активному плаванию в поисках объектов питания. Полипы способны к удлинению щупалец и движениям ими для улавливания проплывающей добычи, но также могут прибегать к целенаправленной охоте, которую обеспечивают имеющиеся (не у всех видов) чувствительные органы, сигнализирующие о приближении добычи.
Симбиотические виды могут быть очень специализированными в питании: так, Halocoryne epizoica питается щупальцами мшанок, а Polypodium hydriforme — икринками осетровых рыб, выедая их изнутри, и, таким образом, является единственным многоклеточным животным — внутриклеточным паразитом.
Основным орудием охоты у гидроидных являются книдоциты. Гидроидам присущ наиболее широкий спектр типов этих жалящих клеток среди всех книдарий.
С экологической точки зрения, гидроидные медузы, питающиеся икрой рыб, являются наиболее опасными для них хищниками, а способность полипов к питанию практически любыми личинками рыб и ракообразными включает их в качестве важного звена в жизненный цикл огромного количества видов. Таким образом, экологическое значение пищевой специализации гидроидных является очень большим.

## Размножение

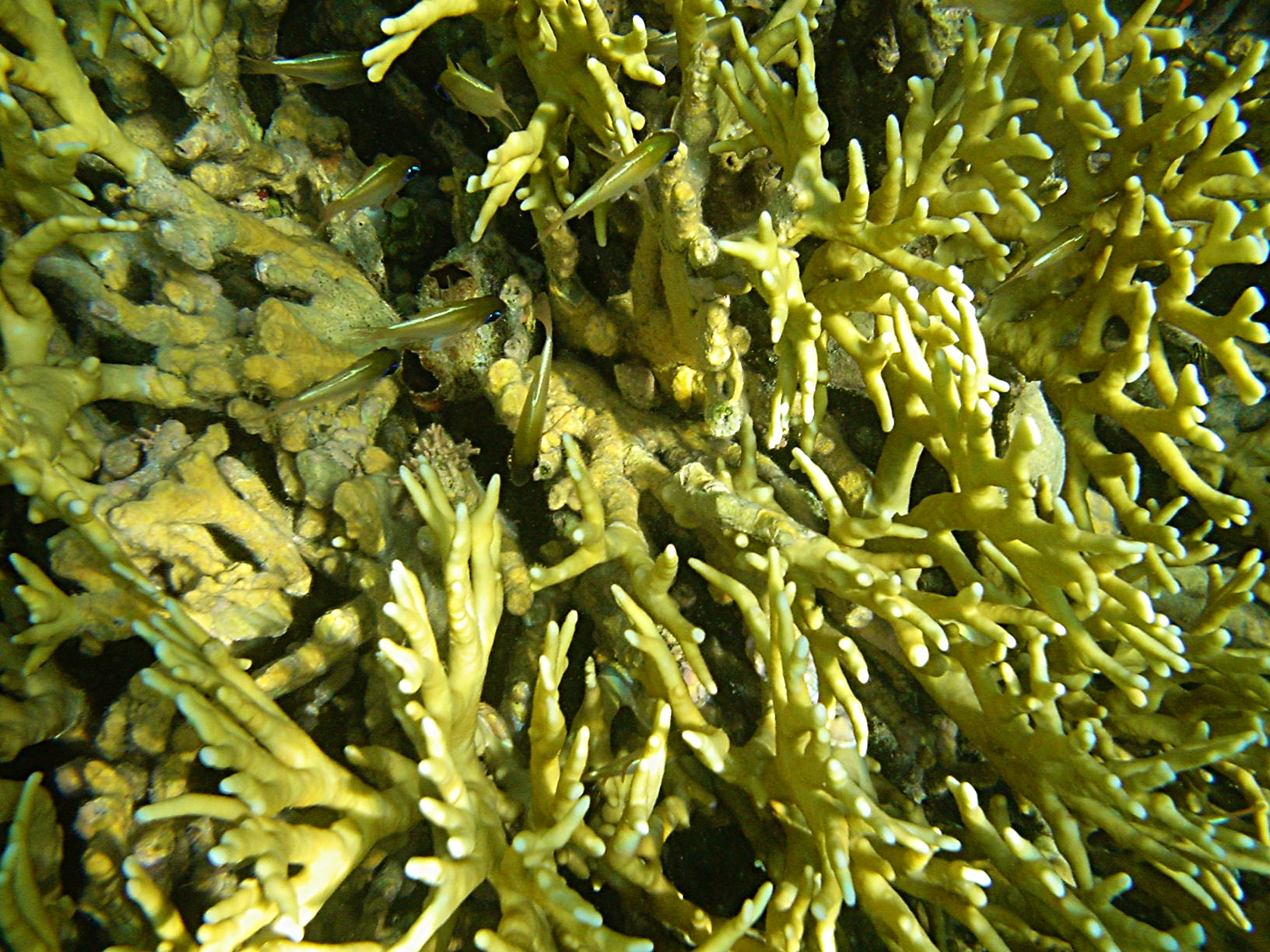
Anthoathecata

У гидроидных не обнаружено никаких признаков специального брачного поведения.
Яйца сохраняются в половых железах (гонофорах) женских особей. Соответственно виду, яйца могут быть мелкими и многочисленными, или крупными и немногочисленными, вплоть до одного большого яйца на гонофору.
У видов, не имеющих в жизненном цикле стадии полипа, бесполое размножение отсутствует, либо присутствует в небольшой мере на стадии личиночной медузы (которая известна как актинула в ряде Narcomedusae), то есть каждое оплодотворённое яйцо дает начало одному или небольшому количеству взрослых особей. В подклассе Leptolinae (другое название Hydromedusae) широко распространено бесполое размножение на стадии полипа, который считают аналогом полиэмбрионии, или личиночного размножения, характерного для паразитических животных (таких, например, как трематоды). Каждое оплодотворение яйца, в таком случае, приводит к появлению одной планулы, из которой развивается колония полипов, которая, в свою очередь, продуцирует много взрослых медуз. Поскольку продолжительность жизни колонии полипов может составлять много лет, одна планула становится предшественницей сотен тысяч медуз.
Планула гидроидных является, фактически, эмбрионом, а не личинкой, учитывая своё крайне простое строение (фактически это гаструла). Планула гидроидных может быть пустотелой (то есть целобластула) или без внутренней полости, (то есть стереогаструлой); конечно, видам, которые имеют медузу в жизненном цикле, присуща пустотелая планула, которая проводит часть своей жизни в толще воды, плавая с помощью ресничек эпителия. Виды же, в которых медузовая стадия в жизненном цикле отсутствует, продуцируют планулы без внутренней полости, которые сразу оседают на дно рядом с материнским организмом (или колонией). В случае наличия медузы в жизненном цикле именно это поколение является «половым», то есть способным к половому размножению. Полиповое поколение, таким образом, является специализированной и многолетней личинкой, которая продуцирует большое количество половых особей в течение своего существования. У многих видов, впрочем, медузовая стадия может быть частично или даже полностью редуцирована, и в таком случае личинка (полиповая стадия) благодаря педоморфозу становится половозрелой особью. Почти для половины видов подкласса Leptolinae характерна редуцированная или отсутствующая медузоидная стадия; таким образом, эта группа является таксоном с наиболее распространенным педоморфозом среди всех животных.
Некоторые медузы (например, род Eleutheria) имеют специальные выводковые карманы, где содержат мелких молодых медуз. Также для некоторых гидроидов характерны гонотеки с выводковыми камерами, где некоторое время содержатся планулы.
Многие виды гидроидных строго сезонные, являясь активными только в течение некоторого промежутка времени. Медузы могут наблюдаться в течение недель или месяцев, после чего полностью исчезают из водной толщи, и в течение всего остального промежутка года представлены соответствующими полипами в бентосе. Полиповые колонии, в свою очередь, могут регрессировать в течение долгого периода гидрориза, реактивируясь при возвращении благоприятных условий существования. Планула может переждать неблагоприятные условия аналогично гидроризе, будучи покрытой защитной хитиновой оболочкой.

## Охранный статус
В Красной книге находятся 5 видов класса Гидроидные. Для большинства видов точные границы ареала и численности не установлены. Многие виды считаются эндемичными просто потому, что их целенаправленным поиском не занимались за пределами ареала первичного открытия.
В региональных и национальных Красных книгах присутствуют такие представители гидроидных, как коралловидные семейства Milleporidae и Stylasteridae, которые также занесены в список видов CITES. Указанные семьи являются объектами торговли, наряду с некоторыми другими гидроидными (известными в акватории Северного моря как «белые водоросли»). Уменьшение их численности происходит, в основном, из-за разрушения среды обитания.

## Значение для человека
Известный трактат Абраама Трамбле, в котором описаны трансформации гидроидов рода Hydra, вдохновил Мэри Шелли на написание романа «Франкенштейн»; современный композитор Фрэнк Заппа написал песню о гидромедузе, названной зоологами в его честь — Phialella zappai.
«Белые водоросли» (колонии полипов родов Hydrallmania и Sertullaria) ранее использовались в качестве декоративных украшений, пока популяции этих гидроидов не стали катастрофически сокращаться. Некоторые гидроидные используются в качестве лабораторных животных: классическим примером являются полипы рода Hydra, которые используются как в научных исследованиях, так и в школьном обучении во многих странах мира; но гидры не являются единственным примером такого использования: также в научной работе широко используется Aequorea victoria (для получения белка-маркера экворина), и виды из родов Hydractinia, Laomedea и Tubularia.
Гидроиды являются важными членами так называемых «загрязняющих сообществ», населяющих сети водоснабжения электростанций, затрудняя их работу; также они ухудшают ходовые характеристики кораблей, заселяя их подводную обшивку. Некоторые виды являются вредителями аквакультур, поедая личинки ценных видов рыб или конкурируя с ними за пищу. Гидроид Polypodium hydriforme является вредителем осетровой промышленности, будучи внутренним паразитом икры осетров.